# Анджей Кшицький
Анджей Кшицький (пол. Andrzej Krzycki, 7 липня 1482 — 10 травня 1537) — католицький релігійний і державний діяч Королівства Польського, польсько-латинський поет.

## Життєпис
Походив зі шляхетського роду Кшицьких гербу Котвич, народився в родинному маєтку.
За допомогою свого вуя Пйотра Томіцького — краківського єпископа РКЦ — здобув освіту в Болонському університеті, де був учнем Філіпа Бероальдо Старшого та Кодра Урція. Повернувся до Польщі у 1501 році. Завдяки протекції вуя прийняв сан ксьондза, став працювати в церковній ієрархії.
1512 року призначений секретарем польської королеви Барбари Запольї. 1515 року став секретарем короля Сигізмунда I Старого. Після цього обіймав посаду єпископа РКЦ Перемишля до 1527 року, у 1527—1535 роках був єпископом Плоцьким. Слідом за цим обраний архієпископом Ґнєзна й примасом Польщі. Свою діяльність спрямовував на поширення ідей гуманізму в Королівстві. Його вважають одним з найбільших гуманістів свого часу.
Раптово помер у 1537 році. В останні роки життя взяв під своє заступництво сина простого селянина Клеменса Яніцького.

## Творчість
Автор численних полемічних творів, спрямованих проти Реформації. Найвідомішим є «Панегірик Лютеру», де у сатиричній формі висміював догмати лютеранства. У трактатах «De Ratione ET Sacrificio Missae» і «De aflictione Ecclesiae» захищав католицизм.
Уславився своїми епіграмами, в яких висміював королеву Бону Сфорцу, своїх колег-єпископів. 1522 року з'явилася латинська поема Кшицького «Скарги Релігії та Речі Посполитої». У ній алегоричні персонажі таврують політичних крикунів, потопаючих у розкоші багатіїв, нерішучих сенаторів і проповідників «єретичних навчань». Всі надії автор покладає на короля, який один може врятувати Польщу від загибелі.